# Тхмелари
Тхмелари (груз. თხმელარი) — село в Грузии, на территории Абашского муниципалитета края (мхаре) Самегрело-Верхняя Сванетия.

## География
Село находится в западной части Грузии, на правом берегу реки Риони, на расстоянии приблизительно 6 километров (по прямой) к юго-востоку от города Абаша, административного центра муниципалитета. Абсолютная высота — 23 метра над уровнем моря.

## Население
По результатам официальной переписи населения 2014 года в Тхмелари проживало 253 человека (117 мужчин и 136 женщин). В национальном составе грузины составляли 100 %.
| Год  | Население, человек |
| ---- | ------------------ |
| 2002 | 392                |
| 2014 | ↘ 253              |